# الجدول الزمني للنساء في الحرب والخدمة العسكرية في الولايات المتحدة، 2000-2010
يسرد هذا المقال الأحداث التي شاركت فيها النساء في الحروب والعسكرية في الولايات المتحدة من عام 2000 حتى عام 2010.

## الأحداث

### 2000
- الربيع: كاثلين ماكغراثأول امرأة تقود سفينة حربية تابعة للبحرية الأمريكية في البحر. كانت السفينة متجهة للخليج العربي.[1][2]
- 1 يونيو: أصبحت ديبورا والش أول امرأة في خفر السواحل الأمريكية وترقت إلى كبير ضباط الصف في هندسة الطيران (AVI).[3]
- 1 يوليو: أصبحت ريجينا ميلز أول أنثى في سلاح الطيران الأمريكي LDO.[4]
- يوليو: أصبحت لوسيل بام ثومبسون أول امرأة أمريكية من أصل أفريقي تعمل كوكيل خاص لخفر السواحل الأمريكي. عملت في هذا المنصب حتى يوليو 2004.[3]
- رقّت القوات الجوية الأمريكية أول طيارة برتبة عميد.[1]
- كانت نساء البحرية الأمريكية من بين الضحايا عندما تعرضت حاملة الطائرات الأمريكية كول لهجمات انتحارية في اليمن.[1]
- تم تأسيس مجموعة عمل التوزيع والتخصيص الخاصة بالمرأة في البحر في البحرية الأمريكية.[5]
- رقّى الحرس الوطني للجيش أول امرأة إلى رتبة لواء.[1]
- ترقية أول امرأة (ماري أودونيل) في خفر السواحل الأمريكي إلى رتبة أدميرال.[3]
- أول امرأة أمريكية من أصل أفريقي في خفر السواحل الأمريكي تمت ترقيتها لكبيرة الضباط: أنجيلا ماكشان.[3]
- أصبحت إليانور ماريانو أول امرأة فلبينية أمريكية يتم ترقيتها لتتولى قيادة الأدميرال في البحرية.[6]

### 2001
- الربيع: أصبحت كورال وونج بيتش أول امرأة قاضية في الجيش للمحاماة العامة (JAG)، وأول امرأة أمريكية آسيوية تصل إلى رتبة جنرال في جيش الولايات المتحدة.[7]
- 11 سبتمبر: خلال هجمات الحادي عشر من سبتمبر الإرهابية، قام الطيارون الأمريكيون المقاتلون بطلب مارك هـ. ساسفيل والرقيب هيذر «لاكي» بيني-غارسيا لإسقاط طائرة الخطوط الجوية يونايتد إيرلاينز، الرحلة 93 ، عن طريق صدمتهما بالطائرات من طراز F-16. تحطمت الطائرة في ولاية بنسلفانيا قبل أن يتمكنوا من القيام بذلك، ولكن.[8] علاوة على ذلك في الهجوم على البنتاغون، كانت هناك عشر جنود من الخدمة الفعلية والاحتياطي والمتقاعد من بين الضحايا. تم تفعيل الخدمة ونشرها دعمًا للحرب على الإرهاب.[1]
- أصبحت امرأة من قوات الأمن التابعة للحرس الوطني الجوي أول امرأة تستكمل دورة مكافحة القناصة الأمريكية، وهو برنامج القناصة العسكري الأمريكي الوحيد المتاح للنساء في ذلك الوقت.[1]
- افتتاح المتحف النسائي التابع للجيش الأمريكي في فورت لي بولاية فرجينيا.[1]
- أصبحت سوزان وو أول طالبة في وست بوينت تفوز بمنحة مركز الشرق / الغرب.[9]
- أصبحت كيمبرلي بينكوفسكي أول طالبة في وست بوينت تفوز بأول فريق يضم جميع أمريكا في البندقية الهوائية.[9]
- أصبحت العقيد آن هورنر أول قائد حامية في وست بوينت.[9]
- أصبحتشارون دونالد باينز أول امرأة أمريكية من أصل أفريقي تتولى قيادة وحدة عمليات على الشاطئ في خفر السواحل الأمريكي عندما تولت قيادة مجموعة نهر المسيسيبي السفلى ومقرها في ممفيس بولاية تينيسي.[3]
- أصبحت أندريا باركر أول امرأة سوداء تتخرج بشهادة الهندسة من أكاديمية خفر السواحل الأمريكية.[3]
- أصبحت الكابتن نورما هاكني أول امرأة في البحرية الأمريكية تحصل على إمكانية قيادة مقاتلة كبرى، وهي يو إس إس سايبان (LHA 2).[5]
- أصبحت إلفين بانكس أول رئيسة لقيادة طائرة تابعة لشركة إيروينج Airwing في البحرية الأمريكية، وهي من طراز CVW-14.[5]

### 2002
- مارس: أصبحت فرنيس أرمور أول طيارة مقاتلة من أصول إفريقية في الجيش الأمريكي.[10] طارت فرنيس بطائرة هليكوبتر هجومية AH-1W SuperCobra في غزو العراق عام 2003 وقامت في نهاية المطاف بجولتين لدعم عملية الحرية العراقية.[11]
- يونيو: تم تعيين الكابتن جين م. هارتلي كقائد ضابط في مكتب السلامة البحرية في ويلمنجتون بولاية نورث كارولينا، وبذلك أصبحت أول امرأة في خفر السواحل الأمريكي تصبح كابتن الميناء.[3]
- تشرين الأول / أكتوبر: قامت ديان بيفر محامية وضابط سابق في جيش الولايات المتحدة [12] بصياغة رأي قانوني للمحامي العام يدافع عن مشروعية تقنيات الاستجواب القاسية التي تم اقتراحها للاستخدام في غوانتانامو، بما في ذلك [13][14][15] الإيهام بالغرق، والتعرض لأقصى درجات الحرارة، استخدام اتصال جسدي غير ضار، و «سيناريوهات تهدف إلى إقناع المحتجز بأن الوفاة أو العواقب الوخيمة الوخيمة وشيكة له و/أو لعائلته». كما نصحت بأن أصبحت أساليب الفئتين الثانية والثالثة (الأكثر قسوة) «لمراجعة قانونية قبل بدايتها».[16]
- 29 أكتوبر: قام الأدميرال  [لغات أخرى]‏ أنيت إي براون بتولي مهام قائد المنطقة البحرية الجنوبية الشرقية  [لغات أخرى]‏ في 29 أكتوبر 2002.[17] كانت براون أول امرأة تتولى قيادة المنطقة البحرية الجنوبية الشرقية.[17]
- أصبحت الملازم جونيور أنجيلينا هيدالجو، ثاني امرأة أمريكية من أصل لاتيني تتولى قيادة وحدة بقوات خفر السواحل الأمريكية.[18]
- مقتل جندي مشاة البحرية الأمريكية (الرقيب جانيت ل. وينترز) في حادث تحطم طائرة في باكستان، وهي أول امرأة تموت في الحرب العالمية على الإرهاب (وتحديداً عملية الحرية الدائمة).[1][19]
- أصدرت اللجنة الاستشارية للدفاع الأمريكية المعنية بالمرأة في الخدمات (DACOWITS) ميثاقًا جديدًا يضيق تركيزها على القضايا المتعلقة بالعائلات العسكرية والتجنيد والاستعداد والاحتفاظ بها. عُيّنت جنرال متقاعد من مشاة البحرية من فئة ثلاثة نجوم رئيسًا للجنة الاستشارية الجديدة المصغرة.[1]
- رقّى الحرس الوطني للجيش الأمريكي لأول مرة في تاريخه امرأة من أصل أفريقي إلى رتبة عميد.   [ بحاجة لمصدر ][ بحاجة لمصدر ][ بحاجة لمصدر ][ بحاجة لمصدر ]
- أصبحت المرأة لأول مرة في تاريخ الولايات المتحدة أكبر مستشارة مجندين في أحد المكونات العسكرية. كما أدّت اليمين الدستورية بصفتها رقيب أول في احتياطي الجيش الأمريكي.[1]
- أصبحت جيني هو أول طالبة في وست بوينت تفوز بمنحة ميتشل.[9]
- أصبحت لورين رو أول طالبة في وست بوينت تفوز بجائزة «أفضل لاعب دفاعي للعام في دوري باتريوت» في كرة القدم للسيدات والثانية فقط التي فازت بلقب أول فريق إقليمي في أمريكا.[9]
- تولت غيل كوليش قائد مجلس الإنماء والإعمار قيادة فريق سترايك الأطلسي، لتصبح أول ضابط قائد لفريق سترايك في خفر السواحل الأمريكي.[3]
- أصبحت كاديت سارة سالازار أول قائد فصيل من أصل إسباني في أكاديمية خفر السواحل الأمريكية.[3]
- أصبحت الكابتن ديبورا لوير أول امرأة تقود طائرة من طراز SWO (1110)، كما تم اختيارها لتولي منصب ضابط العلم في البحرية الأمريكية.[5]
- أصبحت لإيميليا سبنسر أول امرأة من الأكاديمية البحرية الأمريكية تُختار لدراسة منحة رودس.[5]
- أصبحت جاكلين ديروسا (حاصلة على بكالوريوس الطب والجراحة) أول رئيسة لقوة القوات في البحرية الأمريكية.[5]
- أصبحت شيريل جوردون أول ضابطة عامة في الحرس الوطني في ألاباما.[20]

### 2003
- يناير: 2003 فضيحة الاعتداء الجنسي التابعة لأكاديمية القوات الجوية الأمريكية.[21]
- من يناير إلى فبراير: أصبحت سوزان ليفينجستون أول امرأة تتولى منصب وزير البحرية الأمريكي. [بحاجة لمصدر] [ بحاجة لمصدر ][ بحاجة لمصدر ][ بحاجة لمصدر ][ بحاجة لمصدر ]
- آذار (مارس): انخرطت الجندي أول جيسيكا لينش، الولايات المتحدة الأمريكية، في جدل حول روايات مختلفة عن أسرها وإنقاذها في العراق.[22][23][24][25][26]
- آذار / مارس: شوشانا جونسون تصبح أول أسيرة حرب سوداء في تاريخ الولايات المتحدة.[27]
- 23 مارس: قُتلت لوري بيستاوا.[28] اعتُبرت أول جندي يقتل أثناء القتال في حرب العراق عام 2003، [29] وأول امرأة أمريكية من أصل أفريقي تقتل أثناء عملها في جيش الولايات المتحدة.[30]
- 7 أبريل: حصلت كيم كامبل من القوات الجوية الأمريكية على شعارًا إيجابيًا عندما نجحت في قيادة طائرتها للعودة إلى قاعدتها على الرغم من الأضرار الكبيرة التي لحقت بها أثنا إحدى المهمات القتالية.[31][32]
- أكتوبر: ترقية ديبورا لوير أول كامرأة مؤهلة للحرب إلى رتبة حمل العلم بالقوات البحرية الأمريكية.[5]
- 15 سبتمبر: تُوفيت أليسا بيترسون بجيش الولايات المتحدة أثناء تفريغ الأسلحة غير المعادية" في تلعفر القاعدة الجوية على الحدود السورية العراقية وكشف التحقيق اللاحق أنها وضعت تحت مراقبة الخوف من الانتحار بعد رفضها المزيد من المشاركة في جلسات الاستجواب التي قالت إنها تشكل تعذيبًا للسجناء العراقيين.[33]
- 2 نوفمبر: قُتلت فرانسيس فيغا، الجندية بجيش الولايات المتحدة، جراء صواريخ أرض-جو أُطلقت من قبل مسلحين في الفلوجة، على طائرة هليكوبتر من طراز شينوك والتي كانت فيها. كانت واحدة من 16 جنديًا فقدوا حياتهم في الحادث الذي أعقب ذلك.[34]
- ديسمبر: تم الاعتراف بطيار مروحية خفر السواحل الأمريكي سيدوني بوزن من قبل لجنة الأبطال المائة للهيئة الأولى للذكرى المائة (التي تم تشكيلها لإحياء ذكرى أول رحلة للاخوة رايت في الإقلاع بطائرة تعمل بالطاقة) باعتبارها واحدة من «أفضل 100 طيار في كل العصور». وكانت أيضًا أول ضابطة طيران مسؤولة عن أطقم الطيران التي تم نشرها في قطاع خفر السواحل في القطب الجنوبي، بما في ذلك أحد أطقم الطيران الذي يضم جميع النساء.[3]
- إنزال كايلا ويليامز  [لغات أخرى]‏، جيش الولايات المتحدة، في العراق. كتبت فيما بعد عن تجاربها في كتابها، أحب سلاحي أكثر منك.[35]
- اكتسبت ماري ووكر  [لغات أخرى]‏، المستشار العام للقوات الجوية، سمعة سيئة لدورها في المراجعة التي أجرتها وزارة الدفاع الأمريكية عام 2003 لما يسمى مذكرات التعذيب.[36][37][38][39][40][41]
- أصبحت تيريزا بارنزأول مدرب حزام بني في قاعدة اللوجستيات الأمريكية.[42]
- أول امرأة في الخدمة الفعلية في خفر السواحل الأمريكي تعمل في منطقة قتال: عندما خدمت في الخليج العربي لدعم عمليات الحرية الدائمة والحرية العراقية من يناير 2003 إلى يونيو 2003.[3]
- أصبحت إل تي هولي هاريسون أول امرأة خفر السواحل الأمريكية لقيادة قطع في منطقة القتال. كانت أيضًا أول امرأة من خفر السواحل تحصل على الميدالية البرونزية.[3]
- أصبح الأدميرال كارول آي تيرنر  [لغات أخرى]‏ أول رئيسة لقوات الأسنان الأمريكية.[43][44]
- أصبحت سارة شيشتر  [لغات أخرى]‏ أول حاخام في سلاح الجو الأمريكي.[45][46]
- أزيلت أكاديمية القوات الجوية لافتة تقول «أحضر لي رجال».[47] في عام 2004، قاموا باستبدالها بإشارة توضح "الخدمة قبل الذات، التميز في كل ما نفعله"وهو بيان القوات الجوية للقيم الأساسية.[47]
- البحرية الأمريكية تفتح فصائل العمليات البحرية (SEAOPDETS) أمام النساء.[5]
- أصبحت بيث لامبرت أول رئيسة لقيادة طائرة حاملة طائرات في البحرية الأمريكية، يو إس إس ثيودور روزفلت (CVN 71).[5]
- أصبحت إيفيلين بانكس أول أنثى مُجنّدة بالبحرية الأمريكية تصل لمرتبة رئيس العمليات البحرية.[5]

### 2004
- 2 كانون الثاني / يناير: أصبحت كيمبرلي هامبتون، بجيش الولايات المتحدة الأمريكية، أول طيار عسكري تُسقط وتُقتل على يد عدو في تاريخ الولايات المتحدة.[48][49][50]
- 9 أبريل: مقتل ميشيل فيتمر في بغداد. واعتُبرت أول امرأة من الحرس الوطني للولايات المتحدة تُقتل في التاريخ.[51] تركت أختها بعد ذلك العمل في الجيش، مُشيرةً إلى خطر أن قوات العدو قد تستهدفها في محاولة لإلحاق الضرر بالمعنويات الأمريكية.[52]
- 13 أغسطس: أصبحت أبيجيل د. أولموس، مديرة أصول المعدات المساندة، أول سيدة ترقب ماستر جنري في مجال عملها.[53][54]
- 25 أغسطس: نشر تقرير فاي  [لغات أخرى]‏ عن التعذيب في سجن أبو غريب وإساءة معاملة السجناء.[55] تبرئة اللواء باربرا فاست، جيش الولايات المتحدة، ضابط المخابرات العسكرية البارز العامل في العراق خلال الفترة التي حدثت فيها الانتهاكات من ارتكاب أي مخالفات. كما نالت الثناء لتحسين جهود جمع المعلومات الاستخباراتية عندما كان التمرد العراقي ينمو في صيف عام 2003، والتغييرات التي أدخلتها «حسّنت العملية الاستخباراتية وأنقذت أرواح قوات التحالف والمدنيين العراقيين»، وفقًا لما قاله الجنرال جورج فاي  [لغات أخرى]‏.[56]
- أيلول / سبتمبر: أصبحت العميد دانا هـ. بورن، من القوات الجوية الأمريكية، عميد هيئة التدريس في أكاديمية القوات الجوية الأمريكية. وتُعتبر أول امرأة تشغل هذا المنصب.[57][58]
- 30 أكتوبر: إدانة ميجان أمبول  [لغات أخرى]‏، الولايات المتحدة الأمريكية، بالتقصير في أداء الواجب في سجن أبو غريب في العراق فيما يتعلق بإساءة معاملة المحتجزين.[59][60]
- 12 تشرين الثاني (نوفمبر): فقدت السيدة تامي داكويرث، بجيش الولايات المتحدة الأمريكية، ساقيها عندما أصيبت مروحية عراقية من طراز UH-60 بلاك هوك كانت تشارك في قيادتها بقذيفة صاروخية أطلقها مسلحون عراقيون.[61][62] وهذا يجعلها أول امرأة مبتورة الساق في حرب العراق.[63]
- تخرجت كاتي ماكفارلين من وست بوينت لتكون أفضل لاعبي كرة السلة في دوري باتريوت في كل من كرة السلة للرجال والسيدات، وهي صاحبة الرقم القياسي في كرة السلة للسيدات في الجيش في تسجيل الأهداف والارتداد والميدان.[9]
- أصبحت ريبيكا س. هالستيد أول خريجة من ويست بوينت تحصل على رتبة ضابط عام.[9]
- أصبحت ميشيل وينباوم، طالبة في وست بوينت، أول مبارزة في تاريخ جمعية المبارزة بين الكليات النسائية الذي استمر 72 عامًا، وفازت بثلاثة ألقاب متتالية.[9]
- تلقت الرقيب ليزا جيرمان  [لغات أخرى]‏، من جيش الولايات المتحدة، وكذلك أعضاء آخرين في الجيش، إقالات من الخدمة بالجيش لسوء تصرف بسبب إساءة معاملتهم للسجناء العراقيين. تم عكس لإقالاتهم في النهاية وأُزيلت مزاعم سوء السلوك.[64]
- فتح باب التقدم للخدمة على متن سفن باترول كوستال (PC) أمام الضابطات في البحرية الأمريكية.[5]
- أول امرأة في تاريخ سلاح الجو الأمريكي تتولى قيادة سرب مقاتلة.[1]
- تولت ميريدا أوستن من خفر السواحل الأمريكية بعد ذلكقيادة المركز الوطني لتنسيق قوة الإضراب، لتصبح أول ضابط قائد بالمركز.[3]
- أصبحت روندا فليمنج-أول ضابطة من خفر السواحل الأمريكي من أصل إفريقي تحصل على تقاعد لمدة 20 عامًا.[3]
- أصبحت باميلا كارتر أول ضابطة رئيسة للخدمة الفعلية في خفر السواحل في الولايات المتحدة تتقاعد مع 30 عامًا من الخدمة الفعلية عندما تقاعدت في 1 يونيو 2004.[3]
- أول سيدة قيادية في معهد خفر السواحل الأمريكي: تيريزا تيرني، أغسطس 2004.[3]
- أصبحت ويندي كاربنتر أول طيار في البحرية الأمريكية.[65]
- أصبحت لوفينيا ماكميلان أول ضابطة في الاستخبارات الأمريكي من حرس السواحل الأمريكي وأول رئيسة لفريق دعم الاستخبارات الميدانية الأمريكية من أصول إفريقية.[3]
- تولت جيل مورغنثالر  [لغات أخرى]‏، العقيد المتقاعد في الجيش الأمريكي، مهام الصحافة للجيش، بما في ذلك فضيحة أبو غريب.[66][67][68]
- أصبحت الملازم أول ميليسا ستوكويل  [لغات أخرى]‏، ضابط في الجيش الأمريكي، أول جنديّة أمريكيّة تخسر أحد أطرافها في حرب العراق.[69]
- شارك قدامى المحاربين الأمريكيين في العراق كيلي دوجيرتي وديانا موريسون في العثور على قدامى المحاربين في العراق ضد الحرب مع قدامى المحاربين الآخرين.[70][71]
- بحلول نهاية العام، قُتلت 19 امرأة أمريكية نتيجة أعمال عدائية منذ أن بدأت الحرب في العراق في عام 2003، وكانت أكثر الجنديات موتاً نتيجة عمل عدائي في أي حرب شاركت فيها الأمة.[1]
- أصبحت دانييلا كولودني  [لغات أخرى]‏ أول حاخام تم تجنيده في الأكاديمية البحرية الأمريكية.[72][73]
- تورطت الرقيب لاسي  [لغات أخرى]‏، وهي محققة عسكرية في معتقل خليج غوانتانامو في كوبا، في تقارير مكتب التحقيقات الفيدرالي إلى وزارة الدفاع، بزعم أنها شوهدت تتسبب في تزوير موضوعات التحقيق الخاصة بها.[74]

### 2007
- شباط / فبراير: ذهبت كيمبرلي ريفيرا، من جيش الولايات المتحدة سابقاً، إلى أمريكا الشمالية وهرب إلى كندا [75] كانت أول امرأة هاربة من الجيش الأمريكي تهرب إلى كندا.[76]
- الربيع: أصبحت سوريمار بيريز وأماندا لاندرز أول امرأتين في تاريخ الجيش الأمريكي أعضاء في طاقمأفينجر للدفاع الجوي Avenger . اقتصرت القوة على الذكور حتى أكتوبر 2006.[77]
- نيسان / أبريل: أنقذت مونيكا لين براون  [لغات أخرى]‏، المتخصصة في جيش الولايات المتحدة المتمركزة في أفغانستان، حياة زملائها الجنود من خلال إطلاق النار واستخدام جسدها كدرع بينما سقطت قذائف الهاون على مقربة من القوة. حصلت على ميدالية فضية النجمة جراء تصرفاتها البطولية.[78][79]
- 10 يوليو: أصبحت الكابتن ماريا إينيس أورتيز، من الجيش الأمريكي، أول ممرضة من بورتوريكو تموت في القتال، وأول ممرضة في الجيش تموت في القتال منذ حرب فيتنام، وأول ممرضة أمريكية تموت في القتال أثناء عملية الحرية العراقية.[80][81][82]
- 21 سبتمبر: أصبحت لوري روبنسون أول مدير وأول امرأة قائدة لسرب 552 ACW وترقت إلى رتبة عميد، بينما كانت تُقيم في أوكلاهوما.[83]
- 25 سبتمبر: أصبحت كاترينا كولي أول امرأة أمريكية من أصل أفريقي تقود المركبة HH-65 Flight Mechanic في خفر السواحل الأمريكي.[3]
- 28 سبتمبر: توفيت سيارا دوركين، عضو في الحرس الوطني في ولاية ماساتشوستس  [لغات أخرى]‏، أثناء إرسالها في أفغانستان. تم الحكم على وفاتها بالانتحار لكن عائلتها عارضت ذلك.[84] كانت مثلية وأول جندي معروف من المثليين الذين يموتون في العراق أو أفغانستان.[85]
- ديسمبر: أصبحت  [لغات أخرى]‏ إليزابيث هايت نائب مدير وكالة أنظمة معلومات الدفاع.[86]
- أصبحت سارة جوينر أول امرأة في البحرية الأمريكية تتولى قيادة سرب مقاتلة العمليات.[87]
- كانت إليزابيث لونكي أول امرأة من ولاية ديلاوير تموت في القتال في عملية حرية العراق.[88]
- أصبحتتانيا ديلبريور أول امرأة في البحرية الأمريكية تحصل على شارة الحرب الاستكشافية.[5]
- أصبحت إيفيلين بانكس أول سيدة تشغل منصب قائد القيادة في الأكاديمية البحرية الأمريكية.[5]
- أصبحت سينثيا باترسون أول رئيسة لقيادة سفينة قتالية ساحلية (LCS) في البحرية الأمريكية.[5]
- أصبحت لورا مارتينيز أول سيدة أمريكية من أصل أفريقي تحصل على ماجستير الطب والجراحة في البحرية الأمريكية.[5]
- كانت لانا هيكس أول امرأة أمريكية من أصل أفريقي يتم اختيارها في صفوف CWO5 في البحرية الأمريكية.[5]
- أصبحت ماري كننغهام أول امرأة أمريكية من أصل أفريقي وأول امرأة تعمل في خفر السواحل في الولايات المتحدة في مكتب التحكم بالأضرار عندما تمت ترقيتها من DC1 إلى DCC في 1 أغسطس 2007.[3]
- أصبحت مارثا إيتلي أول رئيسة رئيسية لتصنيف الخدمات الصحية في خفر السواحل الأمريكي.[3]
- تولي أول امرأة في تاريخ البحرية الأمريكية قيادة سرب مقاتلة.[1]
- أصبحت جميلة جوفورث أول جندي يفوز بمسابقة قائد قوات العام.[89]
- تم إنشاء شبكة العمل النسائية الخدمية في عام 2007 لتزويد المحاربين القدامى في الولايات المتحدة بالموارد والدعم المجتمعي لمساعدتهن على التئام جراحهن وإعادة التكيف مع المجتمع المدني. أصبحت الشبكة منذ ذلك الحين منظمة حقوق إنسان توفر الدعوة للسياسة الوطنية والخدمات المباشرة للعاملات الأمريكيات والمحاربات القدامى.[90]
- أصبحت لوفينيا ماكميلان أول امرأة من أصل أفريقي من خفر السواحل الأمريكية تحمل شارة عمليات عمليات القوارب المتقدمة.[3]
- تمت ترقية تريسي ل. غاريت إلى رتبة عميد، ثم شغلت منصب المفتش العام الأول لقوات مشاة البحرية.[91][92]

### 2008
- أبريل: أصبحت ميليسا ستوكويل أول طبيب بيطري أميركي في حرب العراق يتم اختياره للمعاقين.[93]
- 10 أبريل: أُعيد تسمية سكواو بيك بولاية أريزونا إلى بيستيوا بيك على شرف لوري بيستاوا.[94]
- 1 يونيو: أصبحت جينيفر لودين أول مديرة مدرسة لمركز التدريب في يوركتاون في خفر السواحل الأمريكي. أصبحت أيضًا أول امرأة عضو في جمعية خفر السواحل في خفر السواحل عندما تمت ترقيتها في 1 أغسطس 2008.[3]
- 30 سبتمبر: اعتبارًا من هذا التاريخ، خدمت أكثر من 200000 امرأة الخدمة الفعلية في جيش الولايات المتحدة.[95]
- 14 نوفمبر: أصبحت الملازم آن إي. دنوودي، من الجيش الأمريكي، أول ضابطة عسكرية أمريكية يتم ترقيتها إلى رتبة جنرال بأربع نجوم.[96]
- عملت أنيتا ك. بلير كمساعد وزير الخارجية لشؤون القوى العاملة وضباط الاحتياط في عام 2008.[97]
- تعيين الملازم نانسي بول  [لغات أخرى]‏ رئيسًا لمجلس محاكمة إبراهيم القوصي العسكرية في جوانتانامو.[98]
- كانت القائد سوزان لاتشيلير، من بين المحامين العسكريين المتخصصين في الدفاع عن المعتقلين في معتقل غوانتانامو.[99][100] وهي أول محامية دفاع يُسمح لها بزيارة موقع سري للغاية، يُعرف باسم المعسكر 7 أو معسكر بلاتينيوم، حيث يُحتجز معتقلون سابقون بوكالة الاستخبارات المركزية في غوانتانامو.[99]
- أشارت تقارير البنتاجون أن عدد تقارير الاعتداء الجنسي في الجيش الأمريكي ارتفعت بنسبة 8 في المئة هذا العام من عام 2007.[101]
- أصبحت شونا كيمريل أول طيار مقاتل أسود في سلاح الجو الأمريكي.[102]
- أصبحت كريستي إيزيس آشنزار أول فلبينية تتخرج من ويست بوينت.[103]
- بدأ مشاة البحرية الأمريكية باستخدام فرق مشاركة الإناث.[104]
- دمج كلمات محايدة بين الجنسين في «ألما ماتر» و «فيلق» ويست بوينت - وهي عبارة عن خطوط بديلة مثل «رجال الفيلق» مع «صفوف الفيلق».[105]
- أصبحت كيشا ماكرني أول جندي أمريكي يتم إرساله في منطقة قتال بعد أن فقد أحد أطرافه.[106][107]

### 2010
- 14 يناير تولي كولين ماجواير القيادة باعتبارها القائد العام لقيادة جيش الولايات المتحدة التحقيقات الجنائية وقائد الشرطة العام، وأول امرأة تشغل المنصبين.[108]
- 23 يناير - اعفاء الكابتن  [لغات أخرى]‏ هولي غراف  [لغات أخرى]‏ من قيادة وحدة كوبنز بأمر من الادميرال كيفن دونيجان، قائد فيلق المجموعة الخامسة  [لغات أخرى]‏، وتوقيع عقوبة غير قضائية عليها. وجاءت العقوبة عقب التحقيق الذي تحقق من مزاعم القسوة وسوء المعاملة من طاقمها، وسلوك الضابط غير اللائق.[109][110][111]
- فبراير - وقع وزير الدفاع على خطاب يخطر الكونجرس بأن قوات الغواصة الأمريكية أصبحت مفتوحة أمام النساء.[5]
- مارس - أعلنت وزارة الدفاع أن كارول بوتينغر قد تم ترشيحها للتعيين في رتبة نائب لواء بحري وتعيينها كنائب لرئيس الأركان لتطوير القدرات، بالقيادة العليا للتحول في القيادة، في نورفولك بولاية فرجينيا. تعتبر أول سيدة أميركية تحصل على رتبة ذات 3 نجوم في البحرية الأمريكية.[5]
- 5 مارس - أصبحت جاكلين بننستيل مساعد وزير البحرية للمنشآت والبيئة.[112]
- 9 أبريل - أصبحت شاندا هولمس أول طيار هليكوبتر من أصل أفريقي في خفر السواحل الأمريكي.[3]
- 29 أبريل - أعلنت وزارة البحرية الإذن بتغيير السياسة التي تسمح للنساء بالبدء في العمل على متن غواصات البحرية الأمريكية.[113][114] كان من المقرر أن تبدأ السياسة والخطة الجديدة بدمج الموظفات. كما من المقرر أن تدخل مجموعة مكونة من 24 ضابطًا (ثلاثة ضباط على كل من ثمانية أطقم مختلفة) [114] خط التدريب على الغواصات النووية القياسية في يوليو 2010 [115] ومن المتوقع أن يقدموا تقريرًا عن الغواصة بحلول أواخر عام 2011 أو أوائل عام 2012 .[114] من المتوقع أن يبدأ دمج الإناث المجندين في أطقم الغواصات بعد ذلك بوقت قصير.[115][116]
- يونيو - أصبحت انجيمان عيسى جريس أول امرأة في البحرية الأمريكية تتأهل كمسؤول هندسي على متن البارجة ميسا فيردي USS Mesa Verde (LPD 19).[5]
- 1 يونيو - أصبحت مارثا إيتلي أول امرأة تشغل منصب قائد القيادة لمركز خدمات الصحة والسلامة والحياة العملية HSWL لخفر السواحل الأمريكي.[3]
- يوليو - زادت وزارة شؤون المحاربين القدامى في الولايات المتحدة من خدماتها الخاصة بالنوع الاجتماعي بنسبة 21٪.[117]
- 29 يوليو - بدأت نورا تايسون العمل كقائد لمجموعة شركات كاريير Carrier Strike Group. كانت نورا أول قائد أنثى لمجموعة سترايك كارير سترايك في البحرية الأمريكية.[118][119]
- 14 أكتوبر - تقاعد اللواء بالقيادة العامة دونا أ. بروك، منجيش الولايات المتحدة. احتفظت في وقت تقاعدها، بلقب الجندي الأطول خدمة من حيث عدد سنوات الخدمة الفعلية.[120]
- أصبح ايفونج لي أول شخص من جزر ساموا يحصل على رتبة ضابط صففي خفر السواحل الأمريكي.[3]
- أصبحت ضابطة الصفروزي ماكنيل أول ضابطة في قوات ISS في خفر السواحل الأمريكي.[3]
- أصبحت الأدميرال مارغريت كيبن أول قسيس في مشاة البحرية الأمريكية.[121]
- أصبحت ألي طومسون أول طيارة في مشاة البحرية الأمريكية تقود سربًا.[122]
- أصبحت الرقيب شيري غالاغر  [لغات أخرى]‏في عام 2010 أول امرأة تفوز بلقب جندي العام في مسابقة أفضل محارب.[123]
- تأسست الرابطة الأمريكية للمقاتلات (NAWW)، كأول رابطة للنساء المقاتلات في أمريكا عام 2010.[124]
- أصبحت كانديس جريفيث أول ضابطة من مونتانا تقود الجنود إلى أفغانستان.[125]
- تولت داون دنلوب قيادة جناح الاختبار 412 في قاعدة إدواردز الجوية في كاليفورنيا، مما جعلها أول قائد أنثى لجناح اختبار في سلاح الجو الأمريكي.[126]